# Alvin Linnemann
Alvin Linnemann (* 22. September 1937 in Kopenhagen; † 19. September 2011 in Hellerup) war ein dänischer Schauspieler.

## Leben
Alvin Linnemann stand ab Ende der 1950er-Jahre als Schauspieler in zahlreichen Theaterstücken und Kabarett-Programmen auf der Bühne. Als Schauspieler vor der Kamera wirkte Linnemann von 1965 bis 1998 in etwas mehr als 30 Film-und-Fernsehproduktionen mit. Dort war er allerdings immer nur in einer Nebenrolle besetzt worden, so u. a. als Türsteher, Umzugshelfer, Matrose, Butler oder Automechaniker sowie als Autohändler in Die Olsenbande fliegt über alle Berge.
Alvin Linnemann starb im September 2011 kurz vor seinem 74. Geburtstag. Seine Grabstätte befindet sich auf dem Friedhof in Hellerup.

## Filmografie (Auswahl)
- 1974: In the Sign of the Taurus
- 1976: Bedside Sailors
- 1976: Hopla på sengekanten
- 1977: Piger til søs
- 1978: Fængslende feriedage
- 1979: Krigernes børn
- 1981: Die Olsenbande fliegt über alle Berge
- 1982: Tre engle og fem løver
- 1997: Taxa